# 超野球ファイターズ
『超野球ファイターズ』（ちょうやきゅうファイターズ）は、1996年4月7日から2004年3月28日までテレビ東京で放送されていた日本ハムファイターズ関連の情報番組である。日本ハムの一社提供。

## 番組概要
内容は、選手へのインタビューが中心であった。また、月に1回のペースで漫画家のやくみつるを招き、チームに関する情報を提供してもらっていた。
番組は、ファイターズの本拠地が北海道へと移ったのを受けて終了。替わってこの時間帯では、ファイターズが企画協力をしたミニアニメ『超ぽじてぃぶ! ファイターズ』がスタートした。本番組はテレビ東京のみで放送のローカル番組であったが、『超ぽじてぃぶ! ファイターズ』は系列局のテレビ北海道でも放送された。

## 放送時間
いずれも日本標準時。
- 日曜 17:55 - 18:00 （1996年4月7日 - 2000年9月24日）
- 日曜 17:20 - 17:25 （2000年10月1日 - 2001年3月25日）
- 日曜 17:15 - 17:20 （2001年4月1日 - 2004年3月28日）

## 歴代MC
主に選手へのインタビューとナレーションを担当。
- 内藤聡子
- 麻生花帆[1]
- 泉田珠華（1999年 - 2001年）[2]
- 佑紀（2002年）
- 下元あきら（2003年 - 2004年）[3]